# Айман Сабави ат-Тикрити
Айман Сабави Ибрагим ат-Тикрити (араб. أيمن سبعاوي إبراهيم‎; род. 21 октября 1971) — племянник Саддама Хусейна и сын Сабави Ибрагима. Айман Сабави работал личным советником Саддама.
Айман Сабави был арестован в 2005 году в Тикрите — родном городе Саддама Хусейна. Трибунал обвинил Аймана в финансовой поддержке суннитских экстремистов и изготовлении бомб, и приговорил племянника Хусейна к пожизненному заключению. Представители иракской полиции считают, что один из охранников тюрьмы помог бежать племяннику бывшего диктатора. 10 декабря 2006 года Айман сбежал из иракской тюрьмы, расположенной на севере страны.